# Château de Sallgast
Le château de Sallgast (en allemand, Schloß Sallgast) est un château branbourgeois situé dans la commune de Sallgast (arrondissement d'Elbe-Elster).

## Histoire
Le château a été construit à l'emplacement d'un ancien Wasserburg du XIIe siècle endommagé par les troupes suédoises de la Guerre de Trente Ans, mais qui resta imprenable. Le village quant à lui est presque entièrement détruit par eux en 1633. La famille von Rohr est propriétaire du château de 1652 à 1714, puis le conseiller au commerce du royaume de Prusse von Jampert de 1744 à 1775. C'est lui qui entreprend la reconstruction du château, tel qu'il se présente actuellement en quatre corps de bâtiment. Des dizaines de propriétaires se succéderont ensuite. Un parc est dessiné entre 1878 et 1880 dans le style anglais pour son propriétaire d'alors, Robert von Löbenstein, et agrandi en 1911.

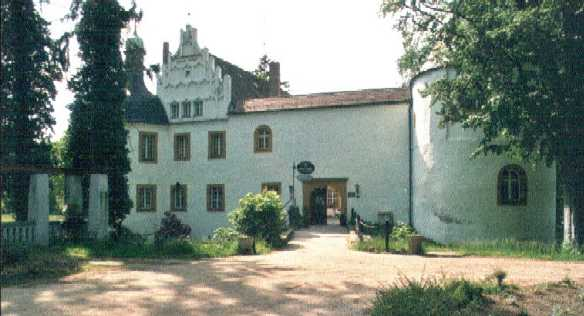
Entrée du château

Le château est la résidence d'été entre 1911 et 1914 du banquier berlinois, Max Abel, qui le fait restaurer par Bodo Ebhardt, et ensuite la résidence d'un autre banquier, Johannes Schwartz. C'est une maison de convalescence à partir de 1939 qui est nationalisée en 1946. La commune en fait l'acquisition en 1993 pour en faire un hôtel en 1996, avec un restaurant et une petite partie arrangée en musée local.

## Source
- (de) Cet article est partiellement ou en totalité issu de l’article de Wikipédia en allemand intitulé « Schloss Sallgast » (voir la liste des auteurs).